# Čajna
Čajna (nem. Nötsch im Gailtal) je tržna občina z 2300 prebivalci v političnem okraju Beljak-dežela na avstrijskem Koroškem z znamenito slovensko kulturno dediščino. 

## Geografija

### Geografski položaj
Občina Čajna se nahaja v spodnji oz. srednji Ziljski dolini na avstrijskem Koroškem na vznožju Dobrača. 

### Struktura občine
Občino sestavijo tri katastrske občine in sicer Črešnje, Čače in Šentjurij in obsega sledečih 17 vasi in zaselkov (v oklepaju nemška imena)(v oklepaju število prebivalcev, stanje leto 2001): 
| - Borče (Förk) (123) - Čače (Saak) (271) - Čajna (Nötsch) (973) - Črešnje (Kerschdorf) (162) - Dole (Dellach) (18) - Dvorče (Wertschach) (98) - Globače (Globatschach) (13) - Hriblje (Kreublach) (30) | - Labenče (Labientschach) (237) - Mišelče (Michelhofen) (48) - Poklanče (Poglantschach) (27) - Potok (Bach) (54) - Rute (Hermsberg) (28) - Semrače (Semering) (63) - Skovče (Kühweg) (50) - Smerče (Emmersdorf) (56) - Šentjurij v Ziljski dolini (Sankt Georgen im Gailtal) (101) |

## Zgodovina
Prvi so Spodnjo Ziljsko dolino verjetno naselili zgodnji Slovenci oz. njihovi predniki za časa kneževine Karantanije. Od tedaj imamo neprekinjeno prisotnost slovenščine v kraju. Zato je tudi župnija še leta 1924, torej v prvi avstrijski republiki, bila uradno po cerkvenih pravilih povsem slovenska. 
Kraj se prvič omenja v neki listini iz leta 1253.
Čajno so skozi zgodovino zaznamovale redne poplave reke Zilje. Med naravnimi katastrofami pa povsem izstopa veliki potres 25. januarja 1348, vsled katerega se je zrušil del gore Dobrač nad 17 slovenskih vasi, in kar nekaj časa preprečil odtok reke Zilje, tako da so preživeli s sosednjih vasi zbežali na hribe naokoli ali našli zaščito v vaseh na Krnih, kot je to znameniti Zahomec.
Poplave Zilje leta 1848 in 1851 pa so odnesle mdr. številne mostove.
Leta 1850 so bile ustanovljene v habsburški monarhiji občine sodobnega tipa. Današnja občina je bila prvotno poimenovana po vasi Smerče, kjer je tudi imela svoj sedež. Zaradi želešniške postaje in hitrejše rasti, je leta 1960 občina dobila nov sedež in novo ime po vasi Čajna na Zilji, leta 1999 pa je postala tržna občina. 

## Slovenski običaji in narečje
Zime so bile nekoč na Zilji izredno stroge, in dolina povsem nedostopna. Preko gora so pa Ziljani trgovali s Kanalsko dolino. Tako je Ziljska dolina ohranila prastare običaje in prastar jezik. Slovensko narečje na Zilji - in tako v Čajni - zaznamujejo še posebne zahodno slovanske značilnosti, torej iz najbolj zgodnje dobe naseljevanja, ko so sosedje Karantancev bili Čehi oz. njihovi predniki. 
Dodatno je Zilja redno poplavljala in tudi sled katastrofe 1348 so kisli travniki. To je bilo posebej ugodno za sedaj tradicionalno konjerejo. Iz tega pa se je razvil domači etnografsko zanimiv običaj štehvanja, ki se še vedno obhaja v Čajni in ki šteje, kot jezik, med prastare slovenske običaje. S konja morajo mladi fantje s palico ali starodavno sulico zbiti sod na drogu. To pa zmagovalcu daje pravico, da si sam izbere izvoljenko za ženo. Ta tradicija se je držala vse do 50ih let 20. stoletja. 
Slovensko kulturno življenje je bilo dokaj pestro na Zilji še v Prvi Republiki. Kulturna društva na Brdu, v Meličah in v Zahomcu so bila ustanovljena okoli 1910. leta in so zopet delovala po Prvi svetovni vojni oz. po koroškem plebiscitu leta 1920.
Še leta 1924 so vse župnije v Spodnji Ziljski dolini bile izključno slovenske, le v dveh grajskih kapelah se moli v nemščini.)
Med osebnosti štejemo Vincenca Šumija (1878-1962), po rodu Slovenec, ki je bil soustanovitelj slovenske mlekarske zadruge v Šentjakobu v Rožu (takrat se je podpisal prav po slovensko Šumi). Kasneje je šel v politiko, postal kmečki zastopnik, postal Slovencem nenaklonjen, in se tako vpel na višje položaje, ter postal koroški deželni glavar in notranji minister v 1. Republiki. Kot deželni glavar je z načelnim odlokom (št. 6693 z dne 13. maja 1924) odklonil, da »deželna vlada ni niti dolžna niti upravičena sprejeti ali obravnavati slovenske vloge«. 

## Prebivalstvo
Po ljudskem štetje 2001 ima Čajna na Zilji 2.352 prebivalcev.

## Kulturne znamenitosti

### Muzeji
- Muzej Čajnskega kroga slikarjev, med katerimi je bil po rodu Slovenec Franz Wiegele.

### Stavbe
- Župnijska cerkev Škocjan v Čačah je zgrajena v pozno gotskem slogu v drugi polovici 15. stoletja. Narteks je bil dograjen v 18. stoletju. Ladja in apsida pokrivata zvezdnati in mrežasti rebrasti oboki. Na baročnem glavnem oltarju (okoli 1740) stoji figura Škocjana iz leta okoli 1600. Stranski oltar iz leta okoli 1690 krasi pozno gotski kip sv. Marije. Prižnica je iz leta 1685, na njej so poslikane rože. V kapeli svetega groba je skupina Golgota/kalvarija, ki je bila dodana leta 1768. Na južni zunanji strani najdemo "prazničnega Kristusa" iz leta okoli 1500, kjer so poslikana vsa orodja, ki so prepovedana ob praznikih. Pod njim je ostanek upodobitve Križanega in desno sv. Krištofa z letnico 1516. V notranjosti cerkve so freske iz 1465 in 1516.
- Pokopališče v Čačah: Na južni fasadi cerkve najdemo grob družine Mihor s fresko sv. Marije z otrokom, ki ga obdajajo angelčki. To je pomembno monumentalno delo slikarja Antona Koliga iz let 1927 do 1929 po naročilu Petra Mihorja. Na južnem zunanjem zidu prezbiterija je grob samega Antona Koliga z mozaikom po svojem lastnem načrtu. V jugovzhodnem kotu pokopališča se nahaja grob znamenitega slikarja Franza Wiegeleja, na južnem obzidju grob Huberta Iseppa, brata slikarja Sebastiana Iseppa, na zahodnem delu pokopališča grob njegove nečakinje Christine, žene slikarja Gerharda Frankla.
- Grad Wasserleonburg v Čačah je privič omenjen v listini iz leta 1253 in njegovo prvotno ime je Levji grad (Löwenburg ). Pomembna je pozno manieristična fasada dvorišča, ki je bila dograjena okoli leta 1650, ter renesančno dvorišče in grajska kapela.
- Slovenska cerkev na Dobraču.

### Redne prireditve
- Jožefov trg 19. marca vsako leto.
- Ziljski sejem s štehvanjem in plesom pod slovensko lipo.
- Praznik polente, tradicionalni jedači na Zilji vsako leto oktobra.

## Znamenite osebnosti
- Sebastian Isepp (1884 - 1954), slikar Čajnskega kroga
- Franz Wiegele (1887 - 1944), slikar Čajnskega kroga
- Vinzenz Šumi (Schumy) (1878-1962), po rodu Slovenec, koroški deželni glavar, soustanovitelj slovenske mlekarske zadruge v Šentjakobu v Rožu, kasneje Slovencem nenaklonjen.[5]